# Women and Gold
Women and Gold è un film muto del 1925 diretto da James P. Hogan. Sceneggiato da Betty Grace Hartford, il film si basa su un soggetto firmato dallo stesso regista.

## Trama
Dan e Myra Barclay sono costretti ad accorciare le loro vacanze a Monaco quando a Dan viene affidata la direzione di una miniera d'oro sudamericana. Ma, ben presto, Myra non può più sopportare la monotona vita del villaggio in cui è costretta a vivere e scappa con il señor Ortego, il proprietario della miniera. Resasi conto che l'uomo non ha alcuna intenzione onorevole nei suoi confronti, Myra decide di tornare dal marito, ma perde la memoria a causa di un trauma cranico. Mentre si trova in cura in una casa di riposo di campagna, Dan viene arrestato per il tentato omicidio di Ortego, ma fugge con l'aiuto di Ricardo, un suo compagno di cella che ha pure lui del rancore verso il proprietario della miniera. Arrivati a casa di Ortego, questi viene ucciso da Ricardo. Dan, allora, si reca alla casa di riposo: al rivederlo, Myra riacquista la memoria e i due coniugi sono felicemente riuniti.

## Produzione
La lavorazione del film, prodotto dalla Gotham Productions, durò da inizio settembre a inizio novembre 1925.
Secondo il Los Angeles Times dell'8 novembre 1924, il regista James P. Hogan fu prestato alla Gotham dal produttore-regista Renaud Hoffman. L'Exhibitors Herald del 24 gennaio 1925 riferì in seguito che Sax supervisionò la produzione durante una visita a Hollywood..

## Distribuzione
Il copyright del film, richiesto dalla Lumas, fu registrato il 7 gennaio 1925 con il numero LP21106.
 
La Lumas Film Corporation distribuì il film nelle sale statunitensi il 28 gennaio 1925, dopo averlo presentato al Loew’s Broadway Theatre di Broolyn il 17 gennaio. A San Francisco, il film uscì il 27 giugno, presentato all'Union Square Theatre.
Nel Regno Unito, il film venne distribuito il 5 aprile 1926 dalla Phillips Film Company in una versione di 1.562 metri, lievemente ridotta a quella originale di 1.650 metri.
Copie complete della pellicola si trovano conservate negli archivi della Cinémathèque Royale de Belgique di Bruxelles e in quelli della Library of Congress di Washington.